# Универзитет Колумбија
Универзитет Колумбија града Њујорка (енгл. Columbia University in the City of New York), који се често назива само Универзитет Колумбија, амерички је приватни истраживачки универзитет, члан Ајви лиге, који се налази у кварту Морнингсајд Хајтс на Горњем Менхетну у Њујорку. То је најстарија установа вишег образовања у држави Њујорк, пета најстарија у САД и једна од 9 колонијалних колеџа који су основани пре Америчке револуције. Универзитет данас води Колумбија глобалне центре у Аману, Пекингу, Истанбулу, Паризу, Мумбају, Рио де Жанеиру, Сантијагу и Најробију.
Универзитет је основан 1754. као Краљевски колеџ повељом краља Џорџа II као реакција на оснивање Принстонског колеџа. Након Америчког рата за независност, Краљевски колеџ је накратко постао државна установа, а име му је промењено у Колумбија колеџ 1784. Универзитет данас ради под повељом из 1787. која је ставила установу под управу приватног одбора повереника, а 1896. године установи је промењено име у Универзитет Колумбија. Исте године универзитетски кампус је пресељен из авеније Медисон на његову садашњу локацију у Морнингсајд Хајтсу, где заузима шест градских блокова, односно 13 ha. Универзитет обухвата 20 факултета и повезан је са бројним установама, међу којима су Учитељски колеџ (који је академско одељење универзитета), Колеџ Барнард и Обједињени теолошки семинар, а има и заједнички студијски програм са Јеврејским теолошким семинаром Америке, као и Џулијард школом.
Колумбија управља додељивањем Пулицерове награде. Универзитет има 101 добитника Нобелове награде међу алумнијима, бившим студентима и сарадницима, други је иза универзитета Харвард међу свим академским установама на свету. Универзитет Колумбија је један од четранаест оснивача Удружења америчких универзитета и био је прва образовна установа у САД која је додељивала титулу доктора медицине. Међу значајним дипломираним студентима универзитета и његовог претходника, Краљевског колеџа су петорица Очева оснивача САД, деветорица судија Врховног суда САД, 53 живих милијардера, 26 добитника Оскара и 29 шефова држава, укључујући и тројицу председника САД, и 122 члана Националне академије наука. Задужбина универзитета је 2020. године износила 11,26 милијарди долара, што је међу највећима од свих академских институција.
Колумбијски научници и учењаци су одиграли важну улогу у научним достигнућима, укључујући интерфејс мозак-рачунар; ласер и масер; нуклеарна магнетна резонанца; први нуклеарни реактор; прва реакција нуклеарне фисије у Америци; први докази за тектонике плоча и континенталних померања; и већи део почетних истраживања и планирања за Пројекат Менхетн током Другог светског рата. Колумбија је организована у двадесет школа, укључујући четири додипломске и 15 постдипломских школа. Универзитетска истраживачка настојања укључују Земаљску опсерваторију Ламонт-Доерти, Годардов институт за свемирске студије, и акцелераторске лабораторије са великим технолошким фирмама као што је ИБМ. Универзитет Колумбија је оснивачки члан Асоцијације америчких универзитета и био је прва школска установа у Сједињеним Државама која је произвела медицински докторат. Са преко 14 милиона књига, Универзитетска библиотека Колумбија је трећа по величини приватна истраживачка библиотека у Сједињеним Државама.

## Историја

### Колонијални период
Дискусије у вези са оснивањем колеџа у провинцији Њујорк започеле су већ 1704. године. У то време је пуковник Луис Морис писао је Друштву за ширење јеванђеља у страним деловима, мисионарском огранку Енглеске цркве, убеђујући друштво да је Њујорк идеална заједница у којој се може основати колеџ. Међутим, тек након оснивања Колеџа у Њу Џерзију (преименованог у Принстон) преко реке Хадсон у држави Њу Џерзи, град Њујорк је озбиљно размишљао о оснивању колеџа. Године 1746, генерална скупштина Њујорка донела је одлуку о прикупљању средстава за оснивање новог колеџа. Године 1751, скупштина је именовала комисију од десет становника Њујорка, од којих су седам били чланова Цркве Енглеске, да усмери средства прикупљена државном лутријом у корист оснивања колеџа.